# Polygonum affine
Polygonum affine là một loài thực vật có hoa trong họ Rau răm. Loài này được D. Don miêu tả khoa học đầu tiên năm 1825.